# Rømø
Rømø [ˈrœmʏː] (anhörenⓘ), deutsch Röm [ˈrœm] (anhörenⓘ) und nordfriesisch Rem [ˈɾɛm] (anhörenⓘ), ist die südlichste dänische Wattenmeerinsel. Sie liegt etwa sechs Kilometer südlich der Insel Mandø und drei Kilometer nördlich von Sylt. Rømø ist mit seinem kilometerbreiten befahrbaren Sandstrand ein beliebtes Ferienziel.

## Geografie

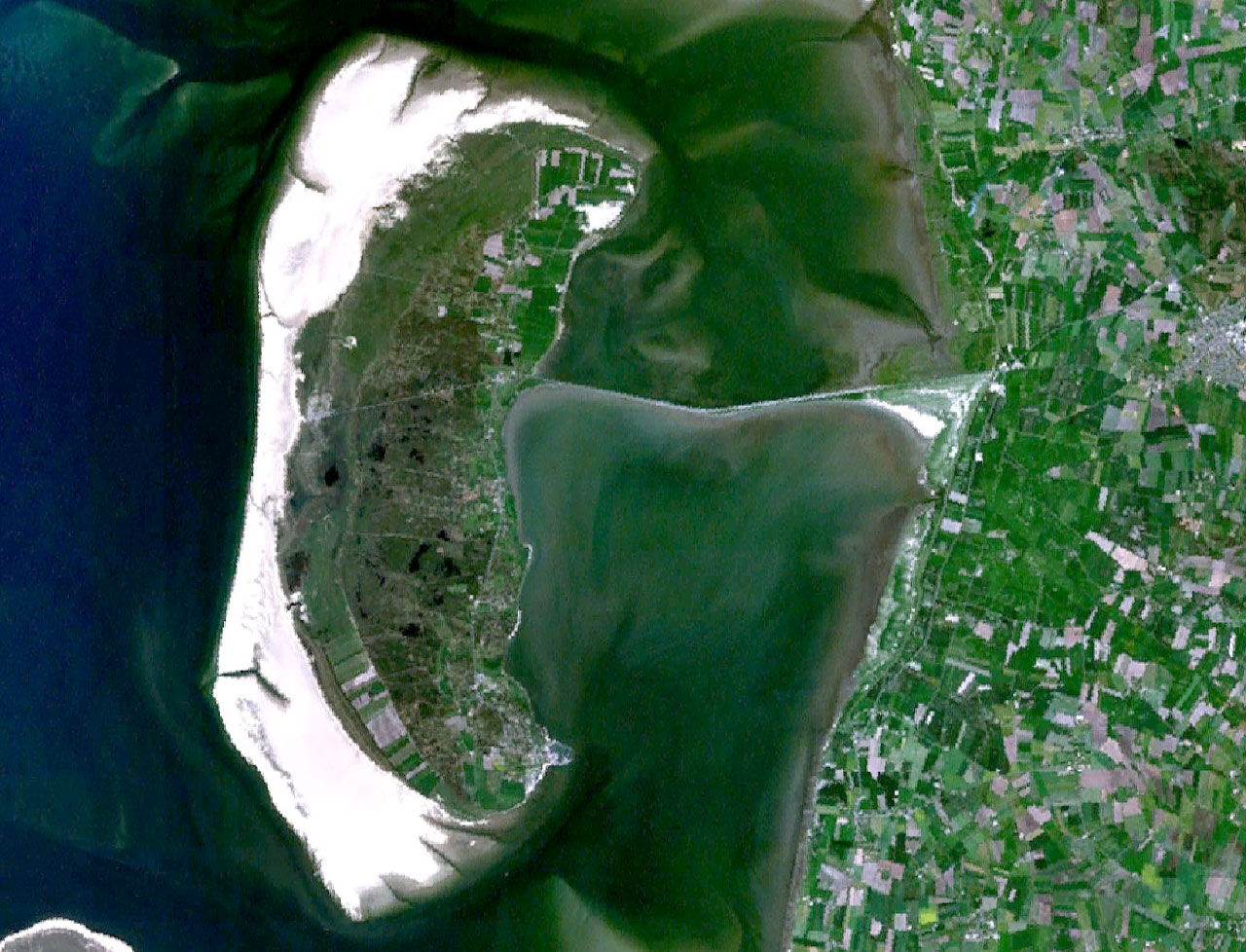
Satellitenbild von Rømø

Die 128,86 km² große Insel hat 557 Einwohner (Stand: 1. Januar 2025) und ist über den Rømødæmningen (dt.: Röm-Damm) mit dem Festland verbunden.
Die Fläche der Insel kann jedoch nicht präzise angegeben werden, da die Grenze zwischen Meer und Land unscharf verläuft. Sie liegt irgendwo zwischen 120 und 140 km². Etwa 60 Prozent der Insel sind mit Pflanzen bewachsen, 40 Prozent sind Sandflächen.
Im Norden ist die Länge der Insel durch das Juvredyb (dt.: Juvre-Tief) begrenzt, im Süden durch das 2,5 km breite und bis zu 40 Meter tiefe Lister Tief. Der Kern der Insel besteht aus einem etwa 25 km² großen halbmondförmigen Dünengürtel. In Richtung der offenen See sind den Dünen 25 km² Strandwiesen vorgelagert. An den Tiefs sind infolge des Gezeitenstroms große Sandablagerungen (Juvre Sand im Nordwesten, Havsand oder deutsch Haffsand im Südwesten) mit einer Fläche von über 40 km² entstanden. Der Havsand war bis um 1850 eine eigene, auch bei Flut meist trockene Sandinsel, die durch einen Priel von Rømø getrennt war, aber seither ganz mit der Hauptinsel verschmolzen ist. Aus den Sandbänken hat sich im Lauf der letzten 200 Jahre teilweise neues Marschland mit einer Fläche von etwa 10 km² gebildet, von dem 1867 und 1926/28 über 600 Hektar eingedeicht wurden (auf der Karte in kräftigem Grün eingezeichnet).
Jedes Jahr wächst Rømø weiter durch den durch die Winterstürme von der Westküste Sylts verfrachteten Sand. Im Windschatten an der Ostküste Rømøs lagerte sich eine fast meterdicke, im Allgemeinen nicht tragfeste, aber im Sommer betonharte Kleischicht aus besonders feinkörnigen Ablagerungen ab, die jedoch durch Erosion bedroht ist, da hier bei Stürmen keine große Sandzufuhr stattfindet.

## Verwaltungsgliederung
Von 1970 bis Ende 2006 gehörte Rømø zur Skærbæk Kommune im Sønderjyllands Amt, seit der Kommunalreform zum 1. Januar 2007 zur Tønder Kommune in der Region Syddanmark. Rømø bildet eine eigene Kirchspielsgemeinde (dän.: Sogn) Rømø Sogn, die bis zur dänischen Kommunalreform 1970 zur Harde Tønder, Højer og Lø Herred im Tønder Amt gehörte.
Als die Insel noch zum deutschen Kreis Tondern gehörte, war sie in drei Landgemeinden untergliedert:
| Gemeinde    | Lage   | Fläche (ha) | Bevölkerung 1.12.1871 | Bevölkerung 1.12.1885 | Bevölkerung 2.12.1895 | Bevölkerung 1.12.1905 | Bevölkerung 1.12.1910 | Bevölkerung 8.10.1919 |
| ----------- | ------ | ----------- | --------------------- | --------------------- | --------------------- | --------------------- | --------------------- | --------------------- |
| Juvre       | Norden | 3237        | 264                   | 281                   | 262                   | 234                   | 226                   | 228                   |
| Kirkeby     | Mitte  | 3089        | 658                   | 530                   | 437                   | 372                   | 346                   | 283                   |
| Kongsmark   | Süden  | 1697        | 278                   | 240                   | 226                   | 226                   | 230                   | 195                   |
| Röm (Insel) |        | 8023        | …                     | …                     | …                     | …                     | …                     | …                     |

## Geschichte

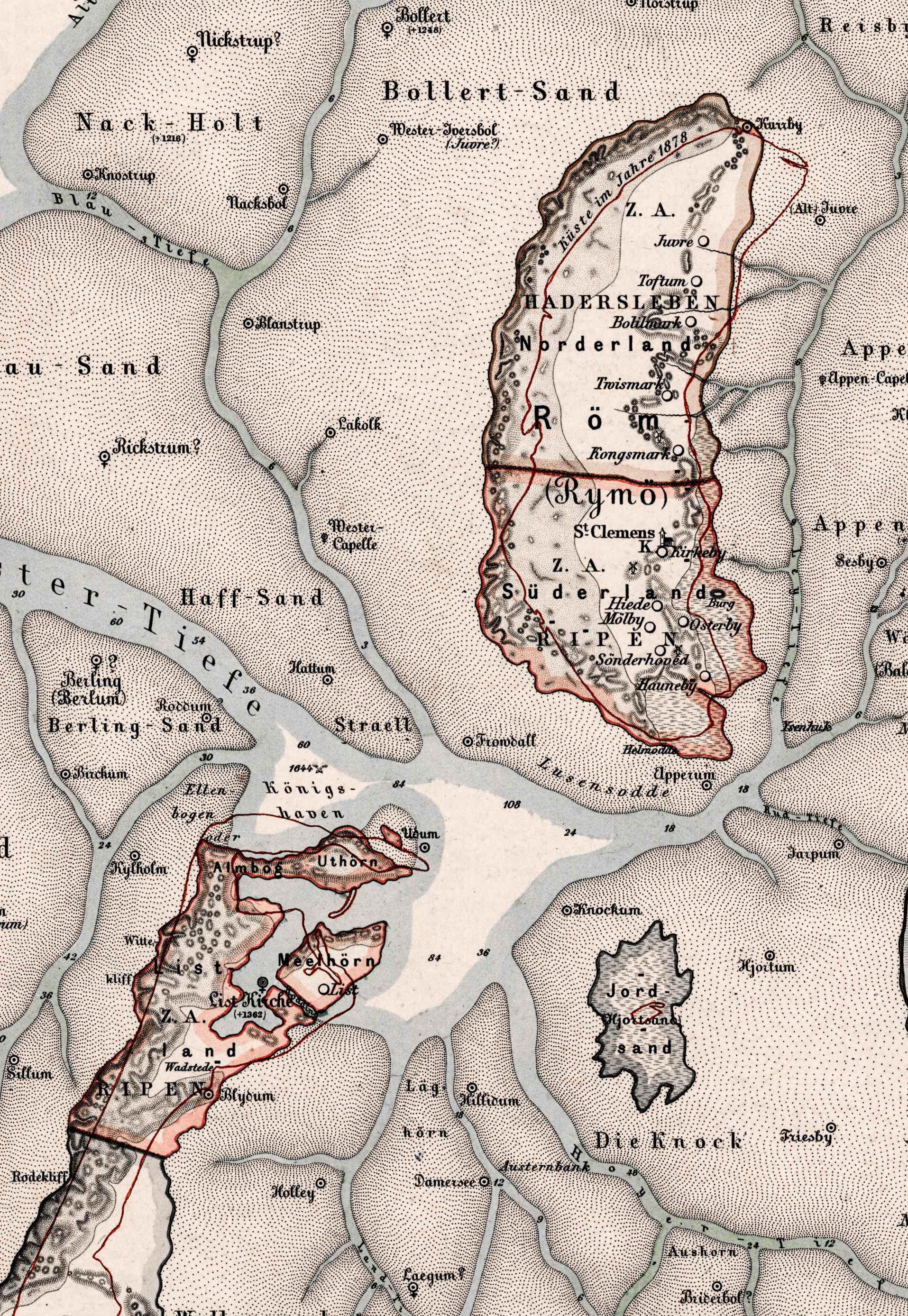
Geteilte Insel

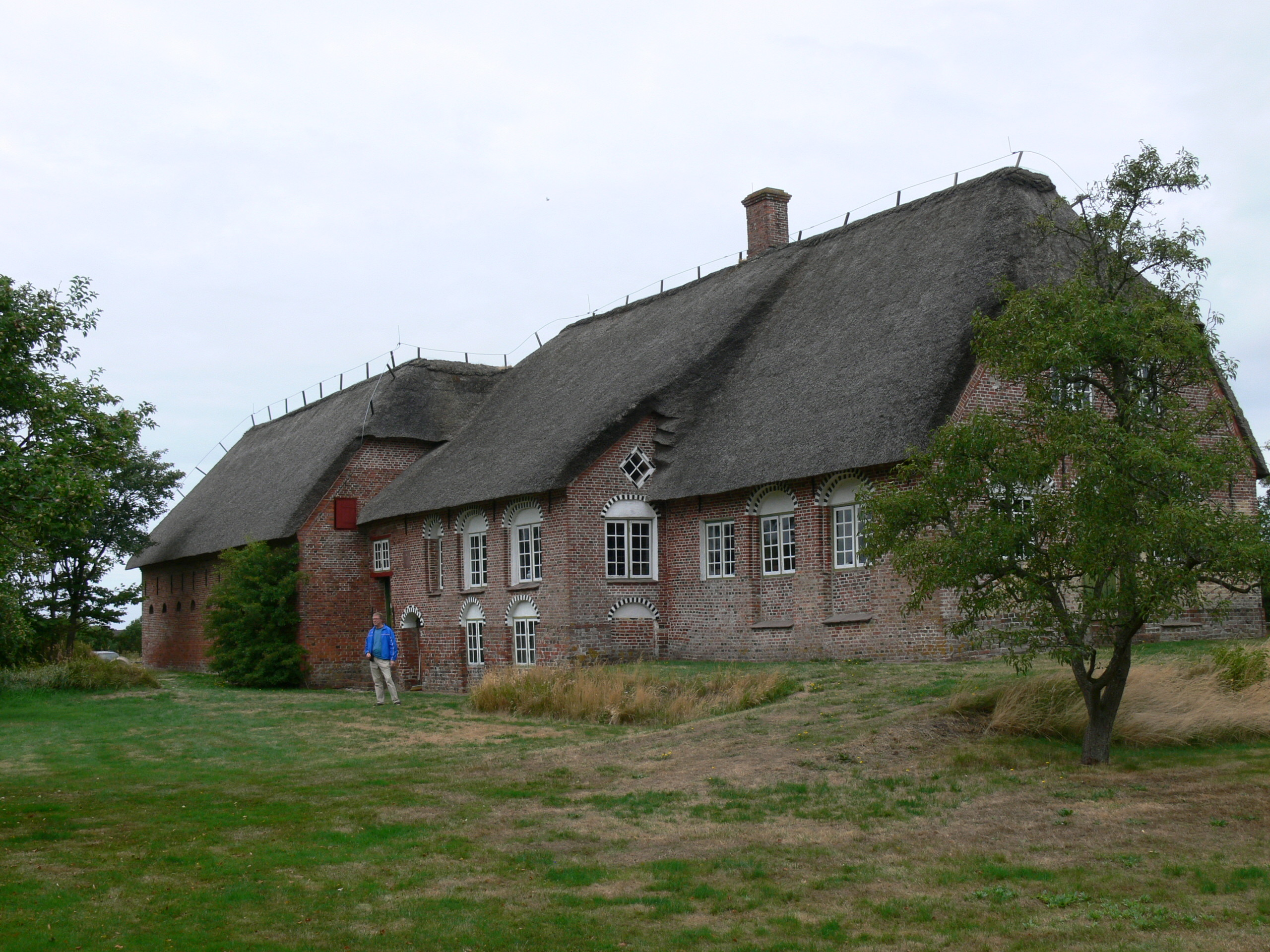
Kommandørgården, Außenstelle des dänischen Nationalmuseums

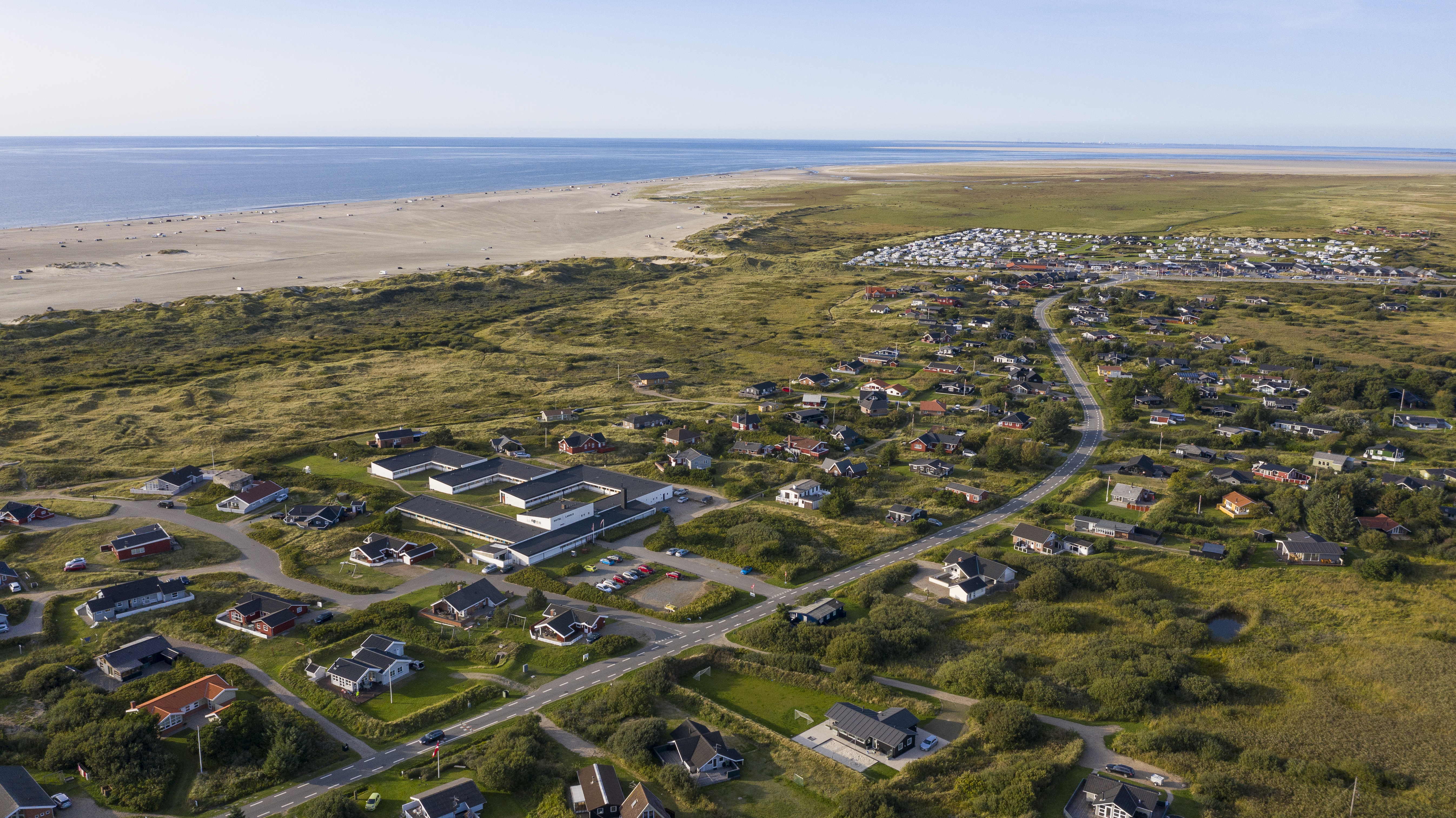
Lakolk, Zentrum des Strandtourismus auf Rømø

Rømø wird 1190 das erste Mal als Rimme schriftlich erwähnt. Die Insel gehörte dem Sankt-Knud-Kloster in Odense. 1229 wird die jütische Insel im Erdbuch König Waldemars als Krongut geführt. Der Insel übergeordnet war der Ellumssyssel. Nach 1290 erwarb das Kloster in Ribe Land auf Rømø und gewann nachfolgend an Einfluss. Von 1544 bis 1864 war der Südteil der Insel (Süderland, dänisch Sønderlandet) eine Königliche Enklave und gehörte zum Königreich Dänemark. Der Nordteil der Insel (Norderland) unterstand seit 1544 hingegen dem Herzogtum Schleswig, welches wiederum ein Lehen Dänemarks darstellte.
In Østerby sind noch Reste des sogenannten Borrebjergs zu sehen. Dabei handelt es sich um eine Burganlage aus der Mitte des 14. Jahrhunderts, deren genaue Funktion noch nicht geklärt ist. Historiker vermuten, dass sie im Zusammenhang mit einer Verteidigungsanlage errichtet worden ist.
Im 16. Jahrhundert erlangte die Seefahrt große Bedeutung auf der Insel; sie übernahm dabei zeitweise die Funktion des Hochseehafens für das nahe Ribe, dessen Hafen für große Schiffe nicht mehr zu passieren war.
Ein Einschnitt in der Geschichte der Insel war der Dreißigjährige Krieg, in dessen Verlauf auch Jütland und Rømø von kaiserlichen Heeren besetzt wurde. Auch die große Burchardiflut 1634 suchte die Insel heim.
Im 17. und 18. Jahrhundert brachte der Walfang erstmals großen Reichtum auf die karge Insel. In der Blütezeit des Walfangs stellte Rømø bis zu 40 Kommandeure. Ähnlich wie auf den friesisch besiedelten Inseln wurde zum Abschied der Walfängerschiffe jedes Jahr am 21. Februar am Strand ein großes Feuer angezündet. Dieses Pers Awten (deutsch: „Vorabend des Petertages“) ist im südlich der Insel gelegenen Nordfriesland auch als Biikebrennen bekannt. Die fast vollständige Ausrottung des nordatlantischen Glattwals und die Kontinentalsperre 1806–1811 führten jedoch bald zur wirtschaftlichen Stagnation; die Männer wanderten in die Islandfischerei ab. Die Einwohnerzahl von etwa 1800 fiel bis 1801 auf 1534 und bis 1860 auf 1336.
Zwischen dem Deutsch-Dänischen Krieg 1864 und der Volksabstimmung in Schleswig 1920 gehörte Rømø als Teil des Kreises Tondern zur preußischen Provinz Schleswig-Holstein (ab 1867) und somit zum Deutschen Reich (ab 1871). 1898 setzte der Badetourismus ein, doch dies konnte die Abwanderung kaum bremsen: 1920 lebten nur noch 540 Einwohner auf der Insel. Der anschließende Deichbau förderte die wirtschaftliche Entwicklung. In der zweiten Jahrhunderthälfte führte zudem der Massentourismus, der nach dem Bau des Rømødæmningen, dem 1948 fertiggestellten Straßendamm zum Festland, einsetzte, zu einer ökonomischen Erholung.
Bis Ende 2006 gehörte die Insel zum Sønderjyllands Amt, heute gehört sie wie das übrige Nordschleswig zur Region Syddanmark (Region Süddänemark). Die Muttersprache der meisten Inselbewohner ist der regionale südjütische Dialekt (Rømømål). Die Bewohner beherrschen auch Reichsdänisch sowie oft auch Hochdeutsch.
Bis zum Zweiten Weltkrieg gab es auf Rømø keinen nennenswerten Baumbestand. Steine mussten vom Festland teuer eingekauft und per Schiff auf die Insel gebracht werden. Darum wurde im 18. Jahrhundert teilweise mit ganz anderen und ungewöhnlichen Rohstoffen gebaut: In Juvre im Norden der Insel kann man noch heute den Rest eines Zaunes aus Walunterkieferknochen aus dem Jahr 1772 sehen. Der Walknochenzaun wurde 1977 unter Denkmalschutz gestellt und ist der einzige erhaltene Fischbeinzaun auf den dänischen und nordfriesischen Wattenmeerinseln.
Die südliche benachbarte Hallig Jordsand versank 2001, nachdem sie bereits im Winter 1998/99 von der Nordsee überspült worden war.

## Sehenswürdigkeiten
Rømø hat einige Sehenswürdigkeiten von überregionaler Bedeutung:
Der Kommandørgården („Kommandeurshof“) ist einer der alten, reichen Erbhöfe Rømøs und wurde lange Zeit vom Amtsvorsteher der Insel bewohnt. Der Kommandeurshof ist heute einer der Standorte des Dänischen Nationalmuseums. Südlich davon befindet sich als Teil des Standortes die Toftum Skole, die kleinste und älteste Schule Dänemarks.

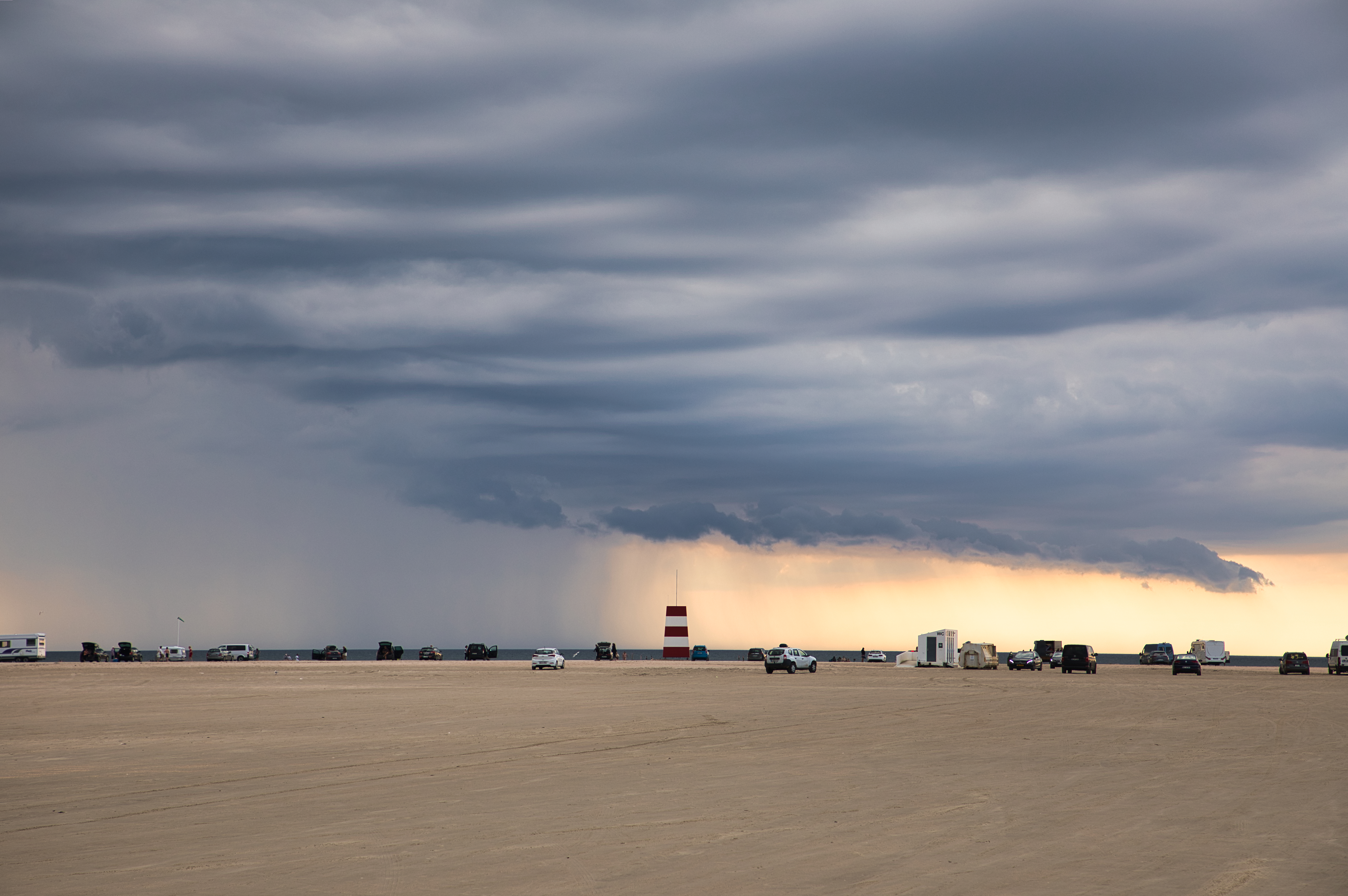
Regenfront am Strand von Rømø

Die Sct. Clemens Kirke, aus dem Jahr 1200, ausgebaut im 17. und 18. Jahrhundert, ist dem Schutzheiligen der Seefahrer Sankt Clemens geweiht. In ihrem Inneren gibt es mehrere kostbare Votivschiffe. Umgeben ist die Kirche von einem Friedhof mit Grabsteinen reicher Walfangkapitäne, so genannter Kommandeursteine.
Havsand im Süden und Juvre Sand im Norden bilden Nordeuropas größten Sandstrand. Bei Niedrigwasser ist er rund 4 km breit. Im Sommer stehen oder verkehren dort zahlreiche Autos und Campingfahrzeuge („Europas größter Parkplatz“).
Ein Walschädelknochen ist auf einer Freifläche im Ort Kongsmark aufgestellt.
Im Naturcenter Tønnisgård wird das ganze Jahr über eine Ausstellung über das Wattenmeer und Rømøs Natur und Kultur gezeigt: Es gibt unter anderem ausgestopfte Seehunde und Vögel, eine vier Meter lange Barte eines Bartenwales, Knochen von einem der gestrandeten Pottwale, einen 2,2 Kilogramm schweren Bernsteinklumpen und anderes. Das Naturcenter veranstaltet unter anderem Wattwanderungen und Bunkerführungen.

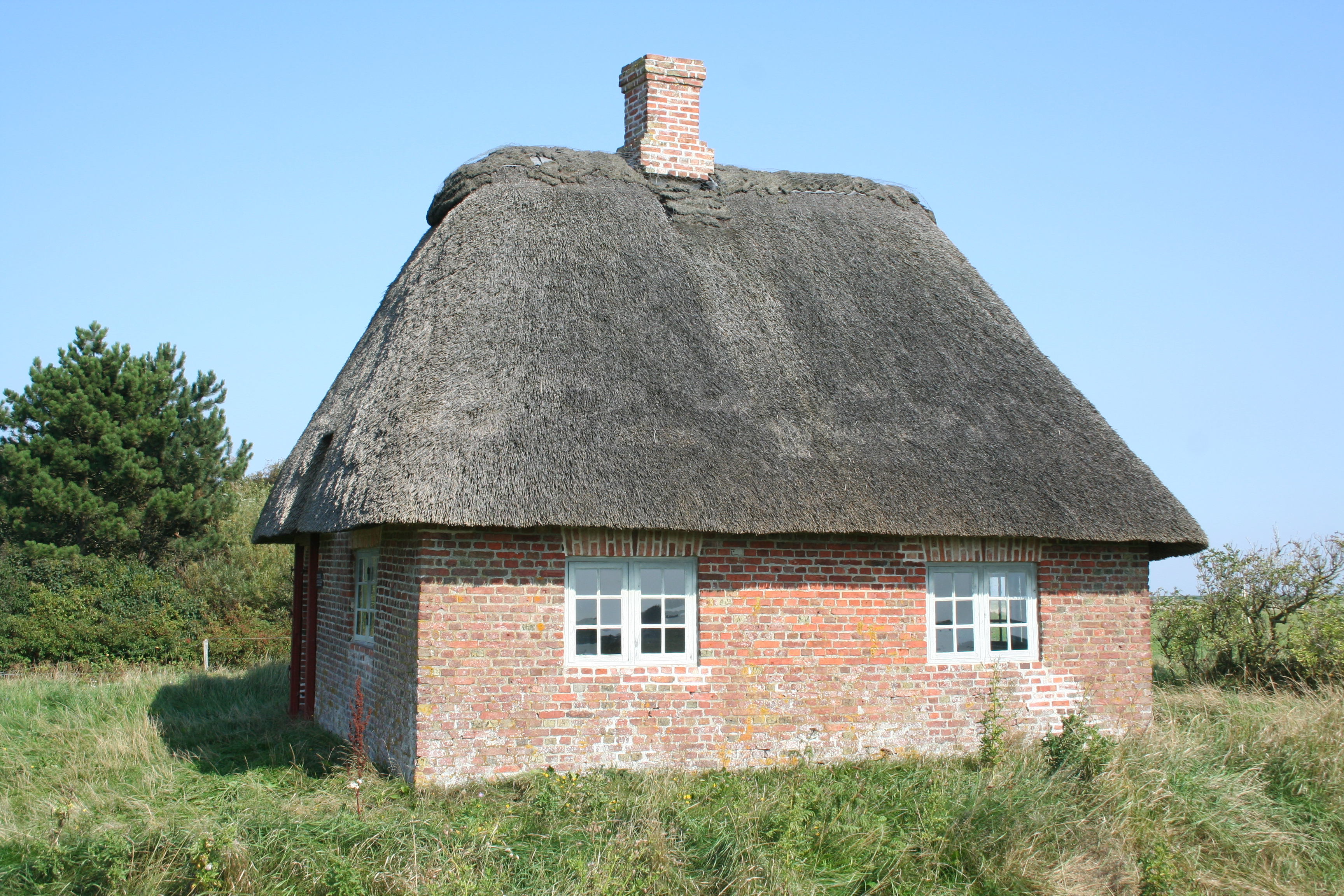
Toftum Skole, die kleinste und älteste Schule Dänemarks
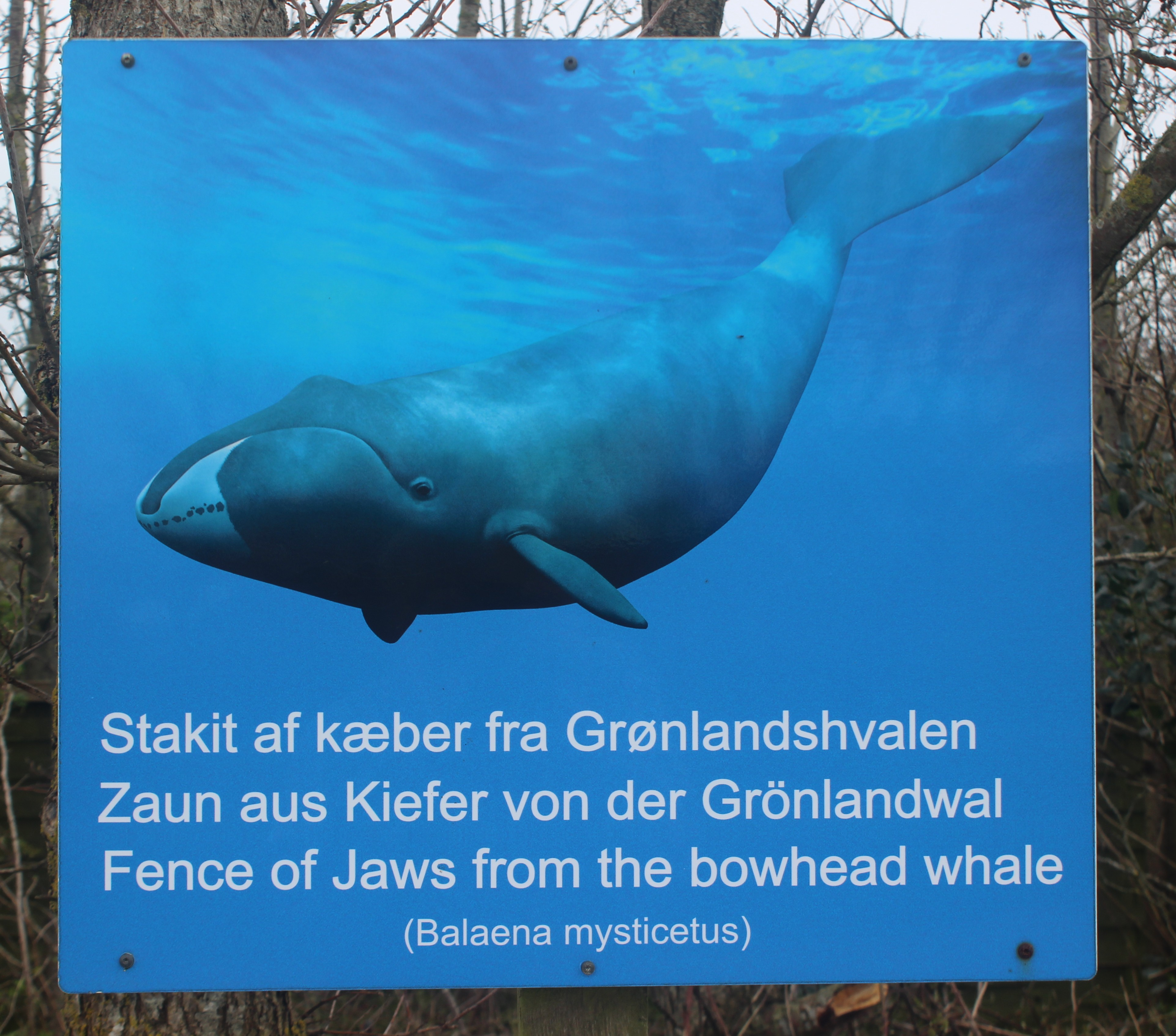
Hinweisschild am Walknochenzaun
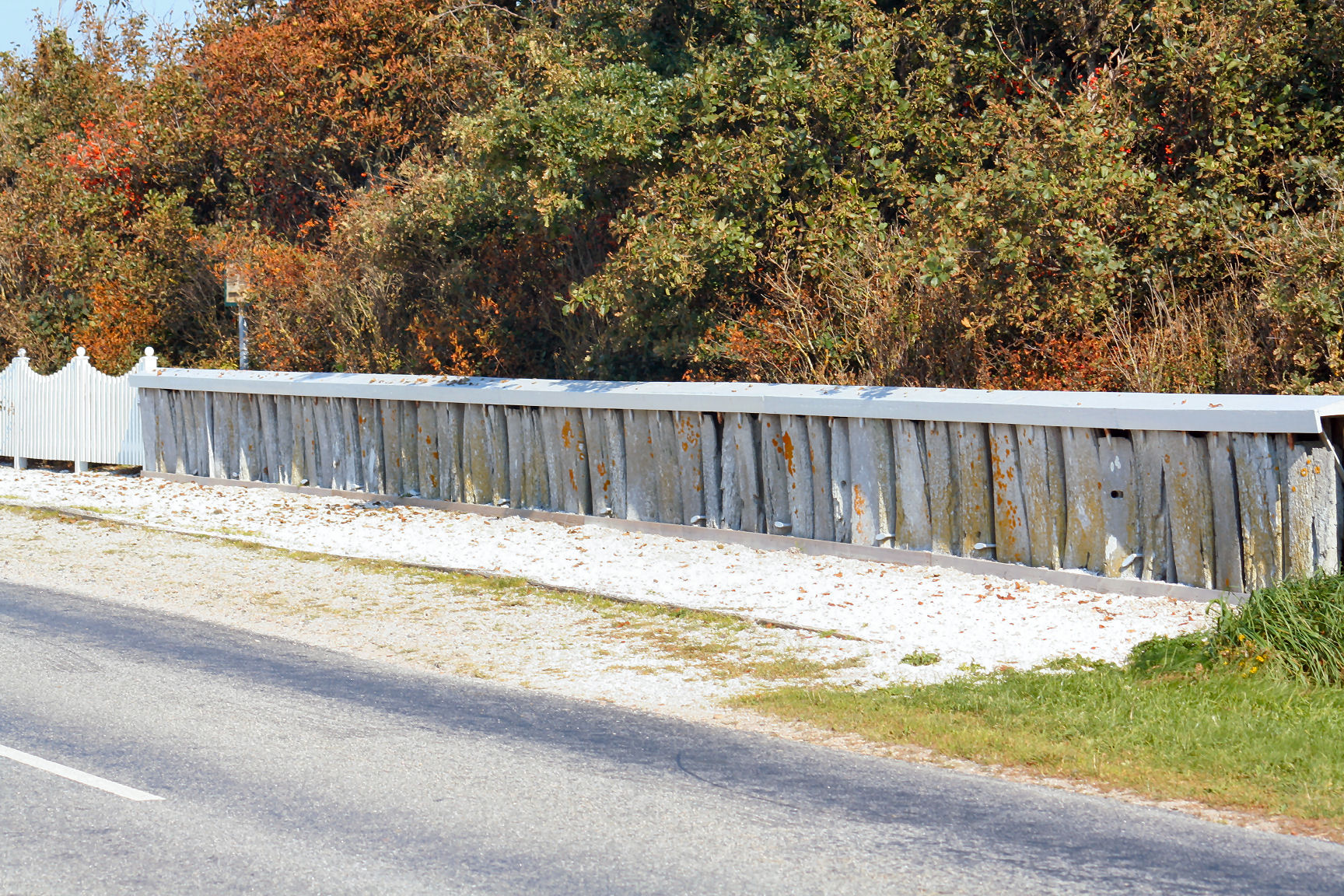
Der Walknochenzaun in Juvre
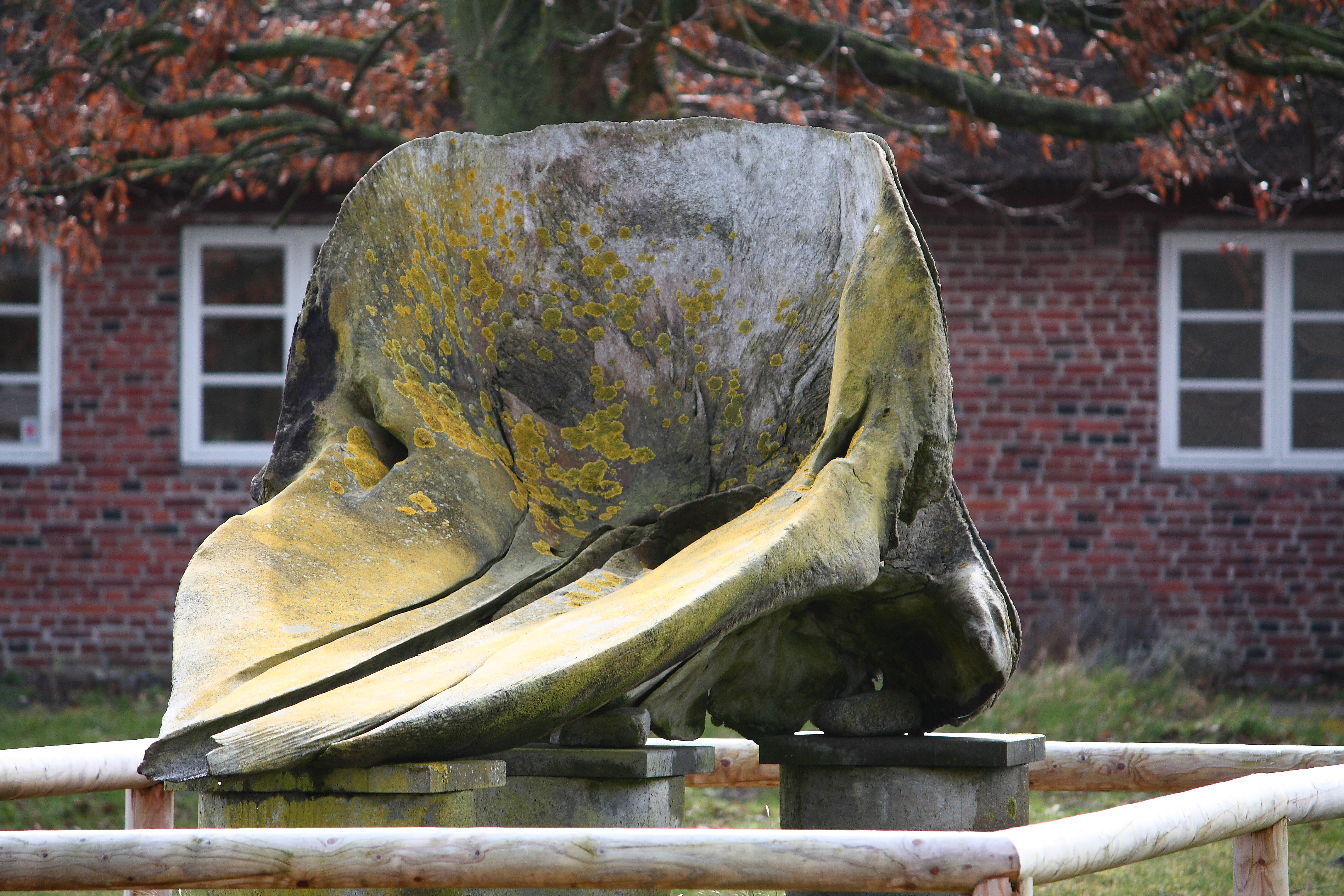
Walschädelknochen in Kongsmark
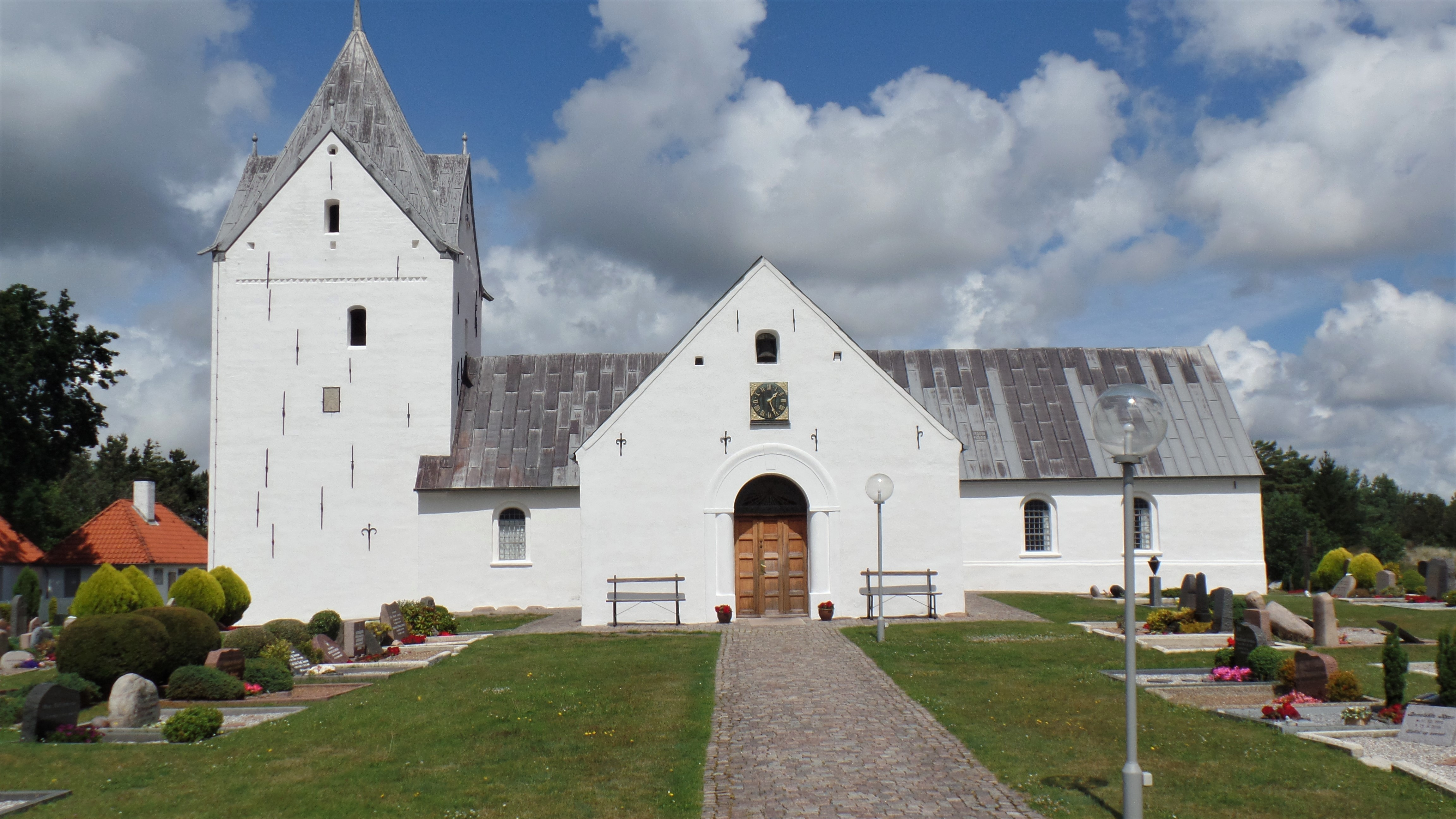
Sct. Clemens Kirke
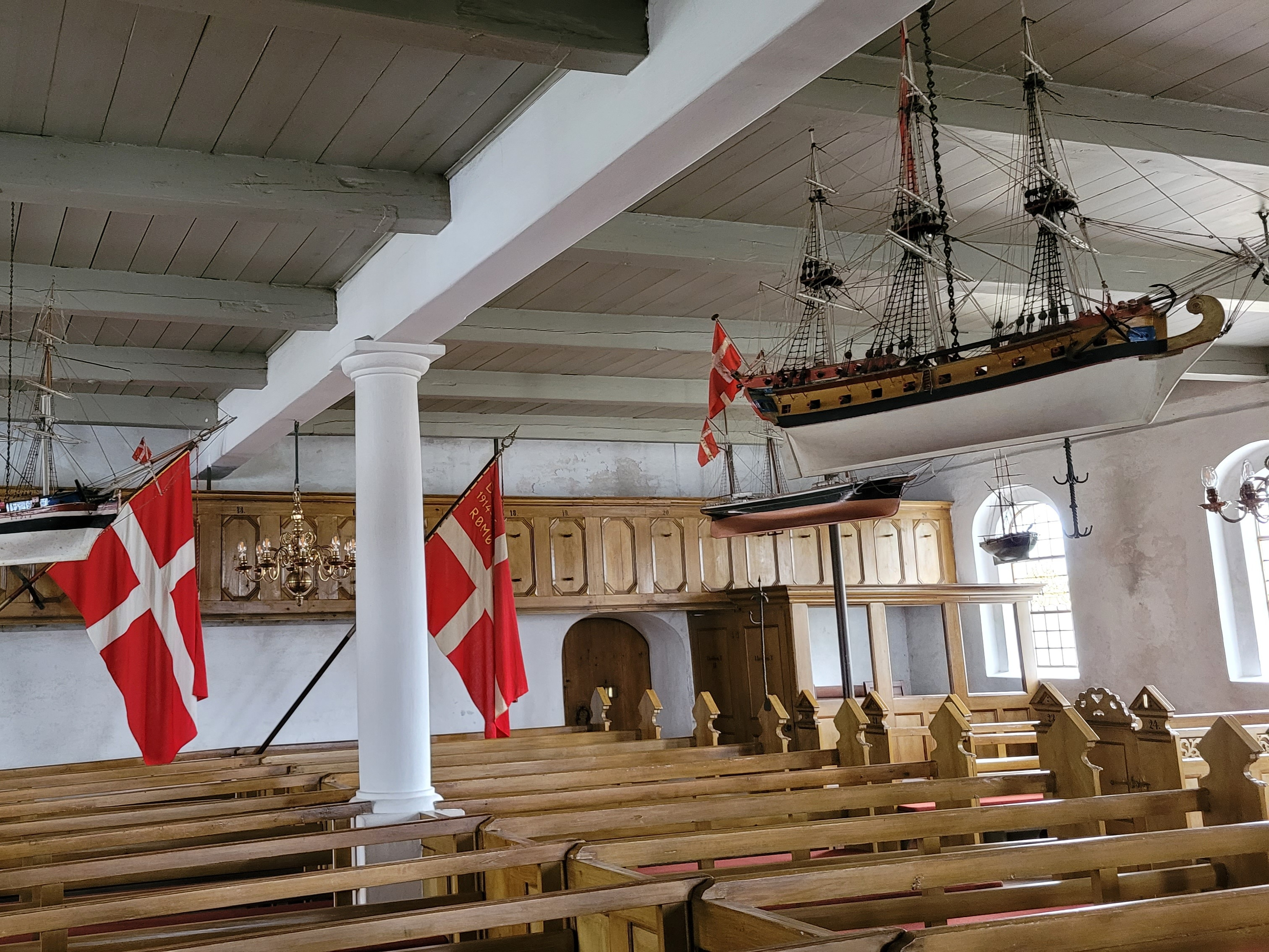
Innenansicht der Inselkirche

## Besonderheiten

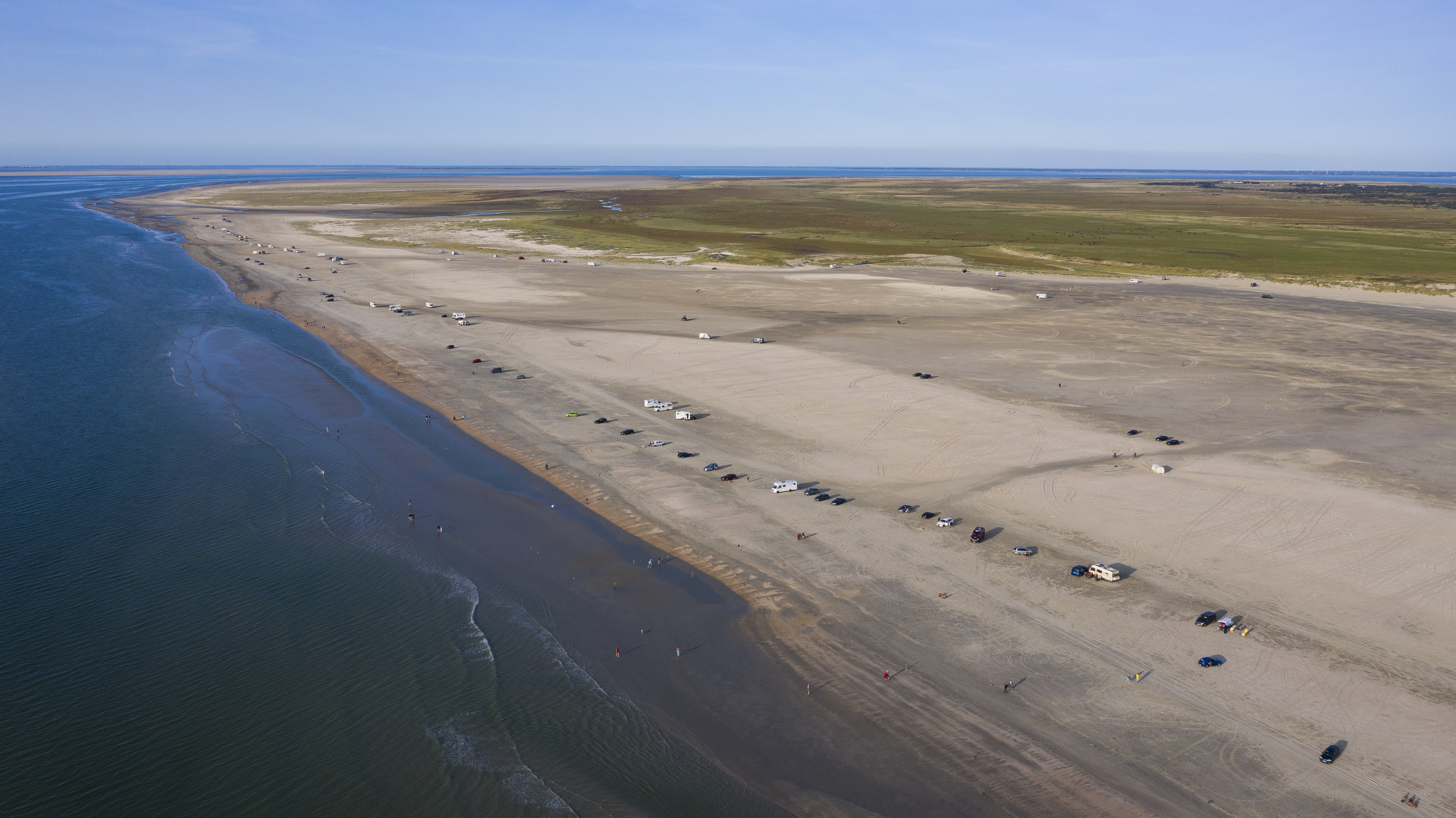
Für Rømø typischer sommerlicher Badebetrieb, bei dem zahlreiche Kraftfahrzeuge auf dem Strand parken

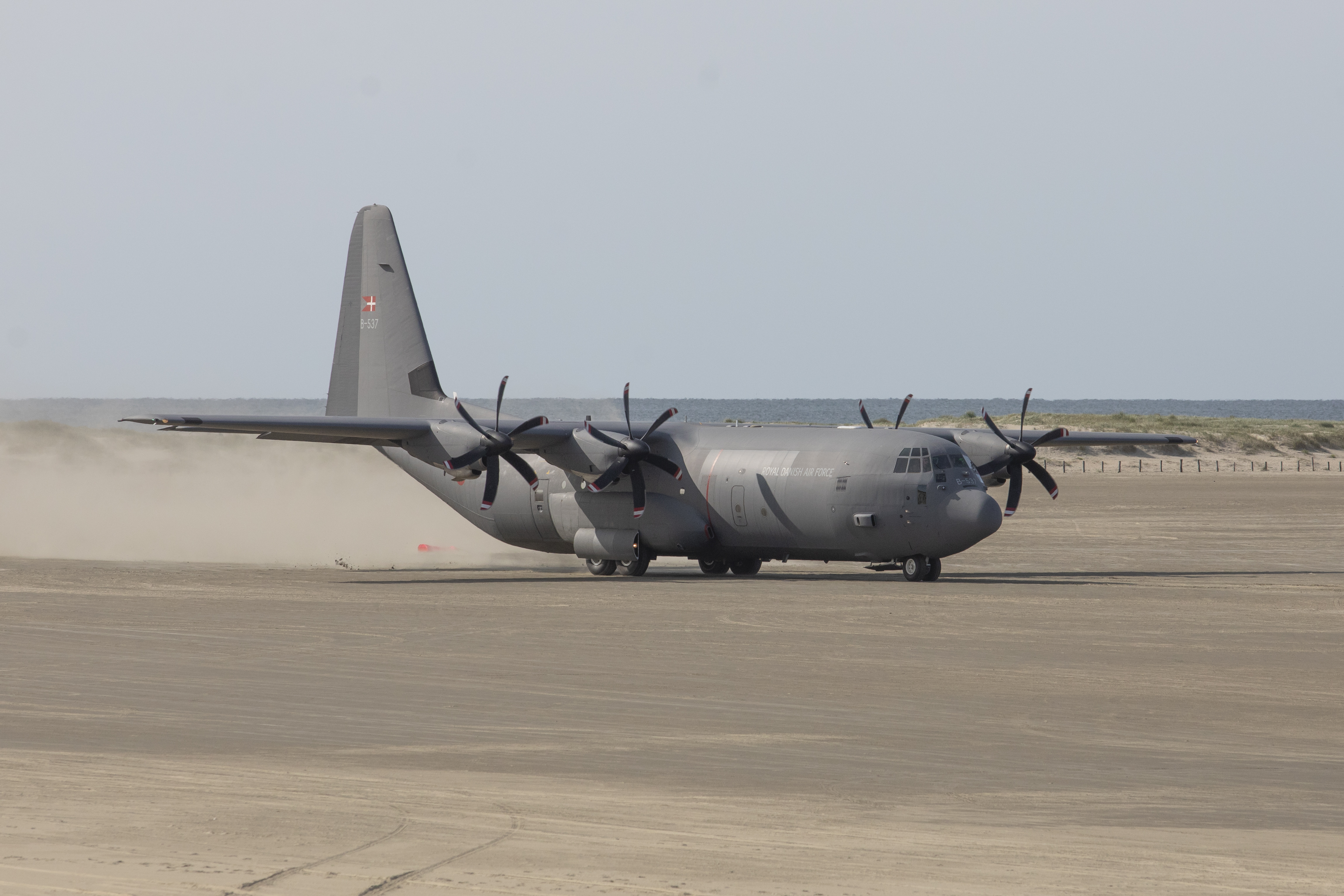
Übung der Royal Danish Air Force am Strand von Lakolk

Die Insel war im Zweiten Weltkrieg von der Wehrmacht besetzt, die von dort aus mit einem „See-Elefant“-Radargerät die gesamte Deutsche Bucht überwachte. Da britische Angriffe auf Rømø befürchtet wurden, entstanden große Bunkeranlagen, wovon Teile im Rahmen einer Führung zu besichtigen sind. Im Norden befindet sich ein Übungsgebiet der dänischen Luftstreitkräfte, wo man nördlich von Juvre die Jagdbomber von einer Aussichtsplattform beobachten kann.
Die meisten großen staatlichen Freiflächen der Insel können frei betreten werden. Einige Gebiete stehen unter Naturschutz. Eine Besonderheit ist, dass ein Teil der Strände auf der Süd- und Westseite der Insel mit dem Privat-Pkw frei befahren werden darf.
Rømø Havn war 2009 Drehort für den Kinofilm Der Ghostwriter von Roman Polański.

## Wirtschaft und Verkehr
Der größte Ort auf der Insel ist Havneby im Süden der Insel, Unterzentrum und gleichzeitig Fährhafen der Rømø-Sylt-Linie, die für den Kraftfahrzeugtransport von und nach Sylt die einzige Alternative zur Autoverladung über den Hindenburgdamm darstellt. Die übrigen Orte der Insel sind weitgehend touristisch geprägt und weisen neben Ferienunterkünften und Campingplätzen einige Geschäfte zur Deckung des täglichen Bedarfs auf. Schon in den 1970er Jahren, als die Massenmotorisierung einsetzte, kamen jährlich über 700.000 Touristen nach Rømø, doch die Hotelbauten erreichten hier nie die Dimensionen wie auf Sylt. Waren um 1960 noch etwa 60 und 1977 noch 34 Bauernhöfe bewirtschaftet, ist eine rentable Landwirtschaft heute kaum möglich. Der Hafen von Havneby wurde erst 1964 mit dem Ziel, die Fischerei zu fördern, fertiggestellt. Der Garnelenfang in Havneby wird erst seit 1968 betrieben.
Durch die Sturmflut vom 3. Januar 1976 wurde der Juvredeich zerstört; fünf Krabbenkutter wurden im Hafen von Havneby zerstört und vier beschädigt. Auch am 3. Dezember 1999 traf eine Sturmflut die Insel hart.

### Individualverkehr
Die Insel kann über den 1948 fertiggestellten, mautfreien Rømødæmningen (dt.: Röm-Damm; Länge: 9170 m) vom Festland erreicht werden.

### Bus/Bahn
Die Insel Rømø ist mit der Buslinie 285 (Skærbæk–Rømø) der Firma Sydtrafik an das öffentliche Nahverkehrsnetz Sønderjyllands angebunden. Nächstgelegener Bahnhof ist Skærbæk am dänischen Teil der Marschbahn. Dort verkehren nach einem Taktfahrplan Regionalzüge der Firma Arriva in Richtung Norden (Esbjerg über Ribe und Bramming) und Süden (Tønder und Niebüll). Bis 1940 verkehrte die Inselbahn Rømø auf der Insel, eine 750-mm-Spur-Pferdebahn, die den Hafen und Schiffsanleger Kongsmark an der Ostseite mit den Hotels und dem Badestrand in Lakolk an der Westseite verband. Nach 1940 wurden die Schienen abgebaut und verkauft. Relikte des Inselbahnverkehrs sind heute nicht mehr zu finden.

### Schiff
Mit den kombinierten Auto- und Personenfähren SyltExpress und Romoexpress der Rømø-Sylt-Linie kann man von Havneby nach List im Norden der Insel Sylt übersetzen. Die Fahrt dauert rund 40 Minuten. Die Fährverbindung wird von der Förde Reederei Seetouristik mit Sitz in Flensburg (FRS) betrieben.

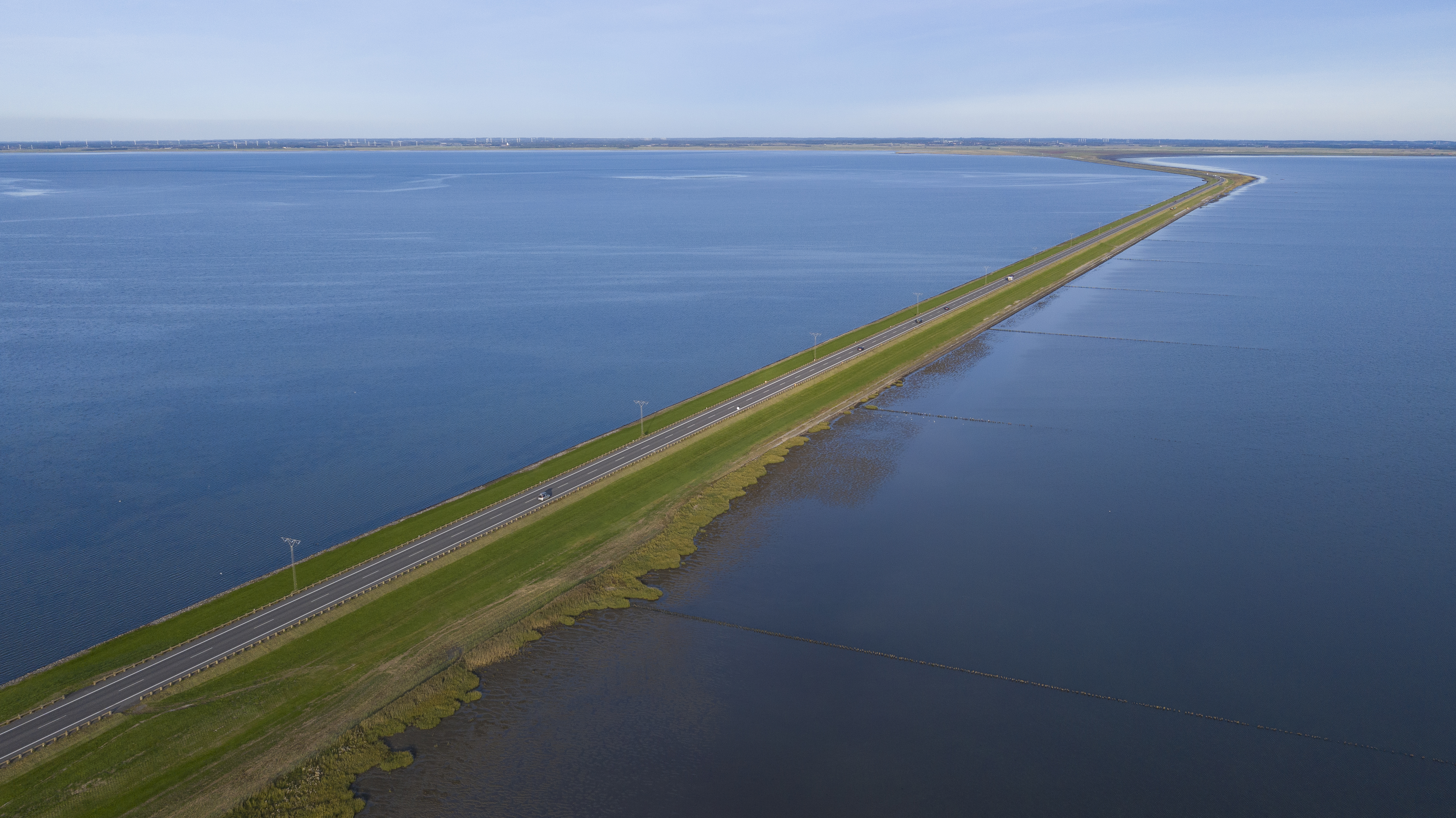
Rømødæmningen
Rømø Havn
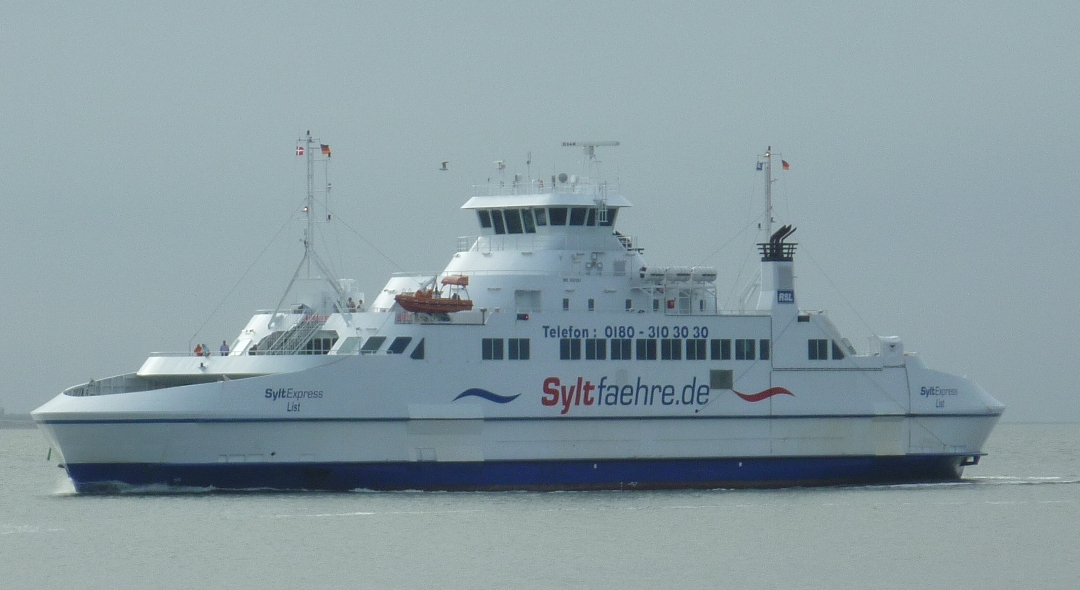
Syltfähre
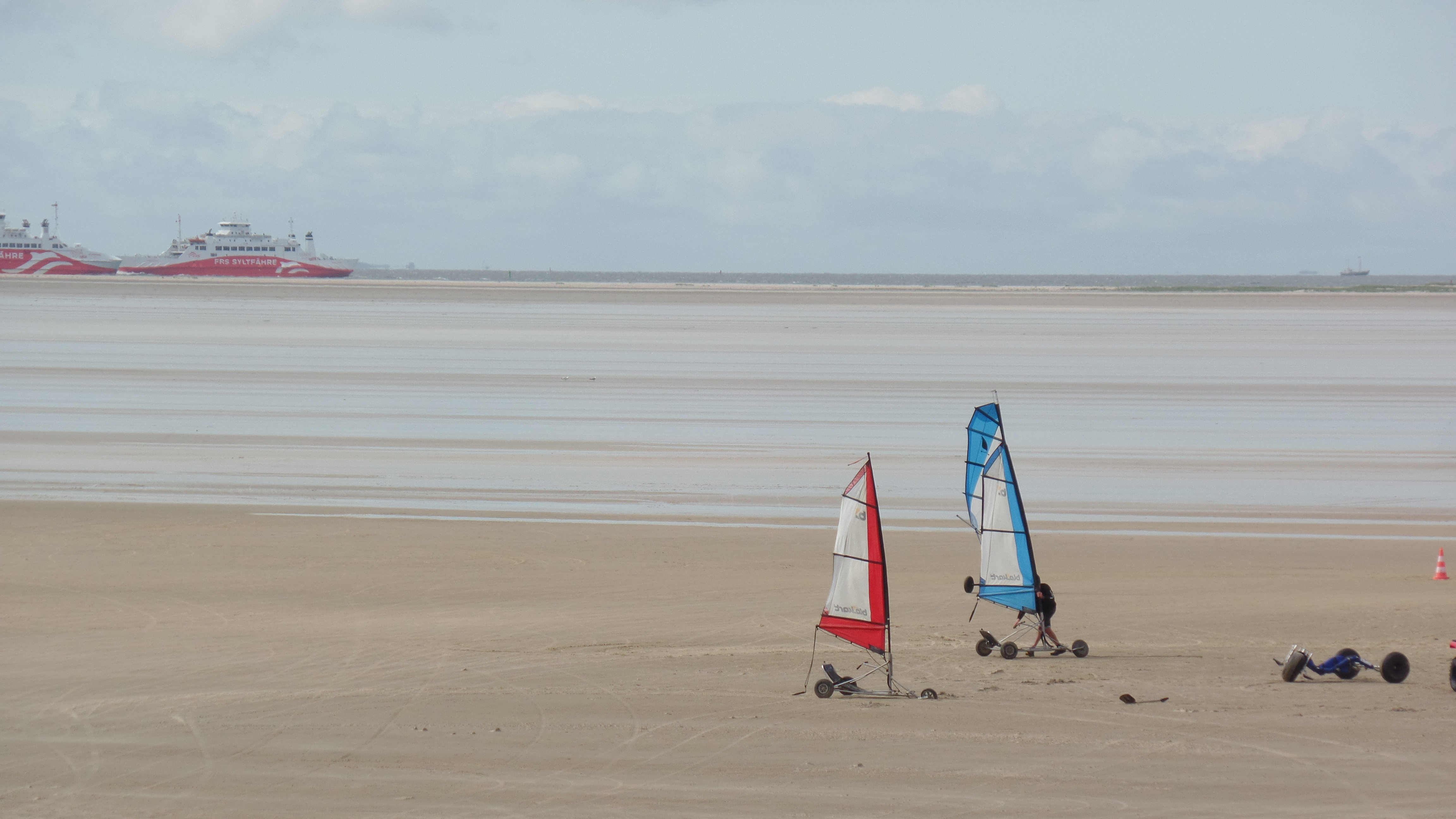
Sich begegnende Syltfähren von Rømø aus gesehen

## Flora und Fauna

### Flora
Die Insel hat eine reichhaltige Flora, die rund 270 Pflanzenarten umfasst. Auf der Seeseite, dem Binnenland mit der Heide und auf der Wattseite gibt es unterschiedliche Pflanzengesellschaften. Die im Schlick der Wattseite wachsenden salzverträglichen Pflanzen wie Queller und Bodden-Binse werden zum Inselinneren hin allmählich durch die Strandwiesenflora wie die Grasnelke abgelöst, die ihr Wasser aus dem süßen Grundwasser bezieht.

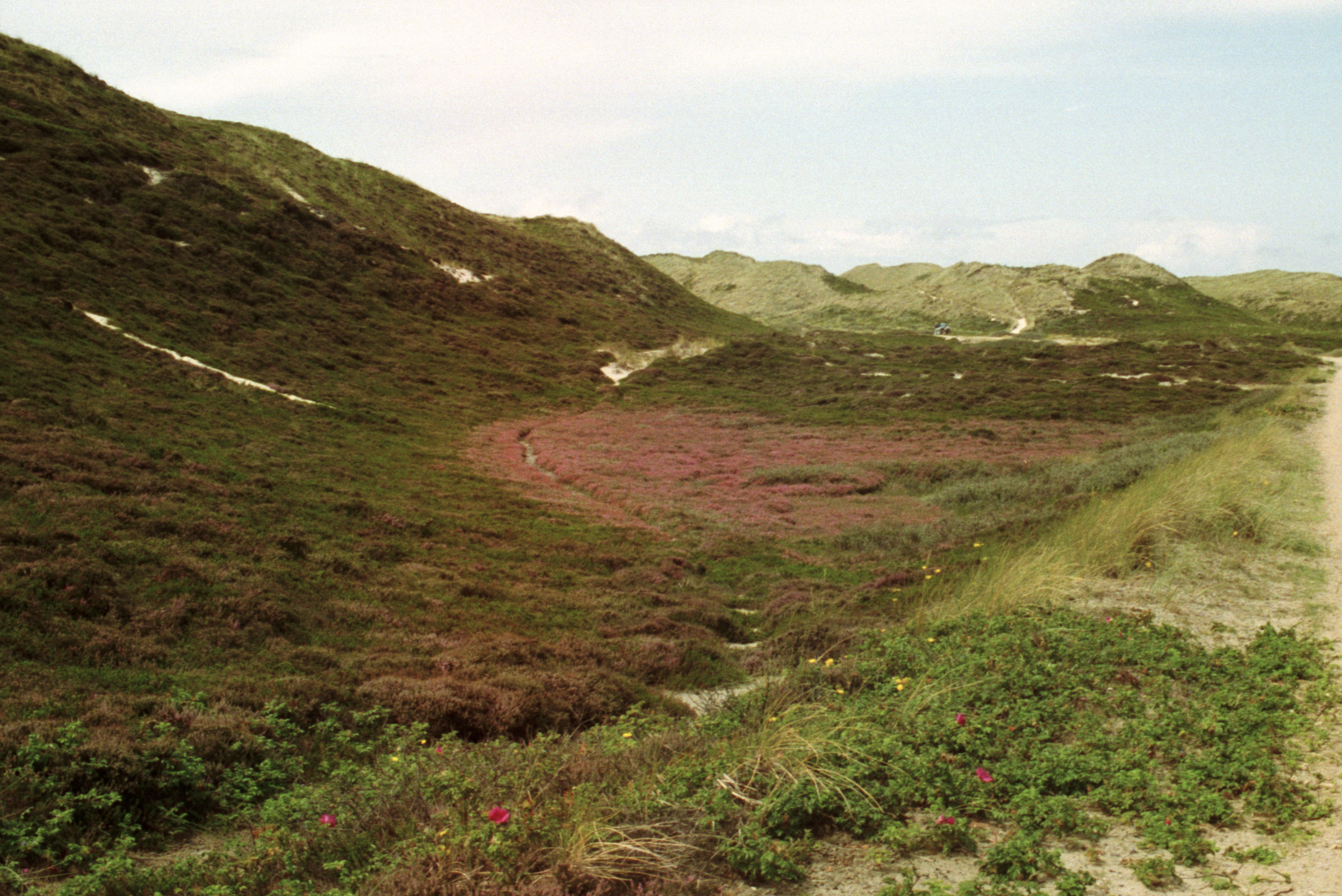
Dünenlandschaft im Westen der Insel
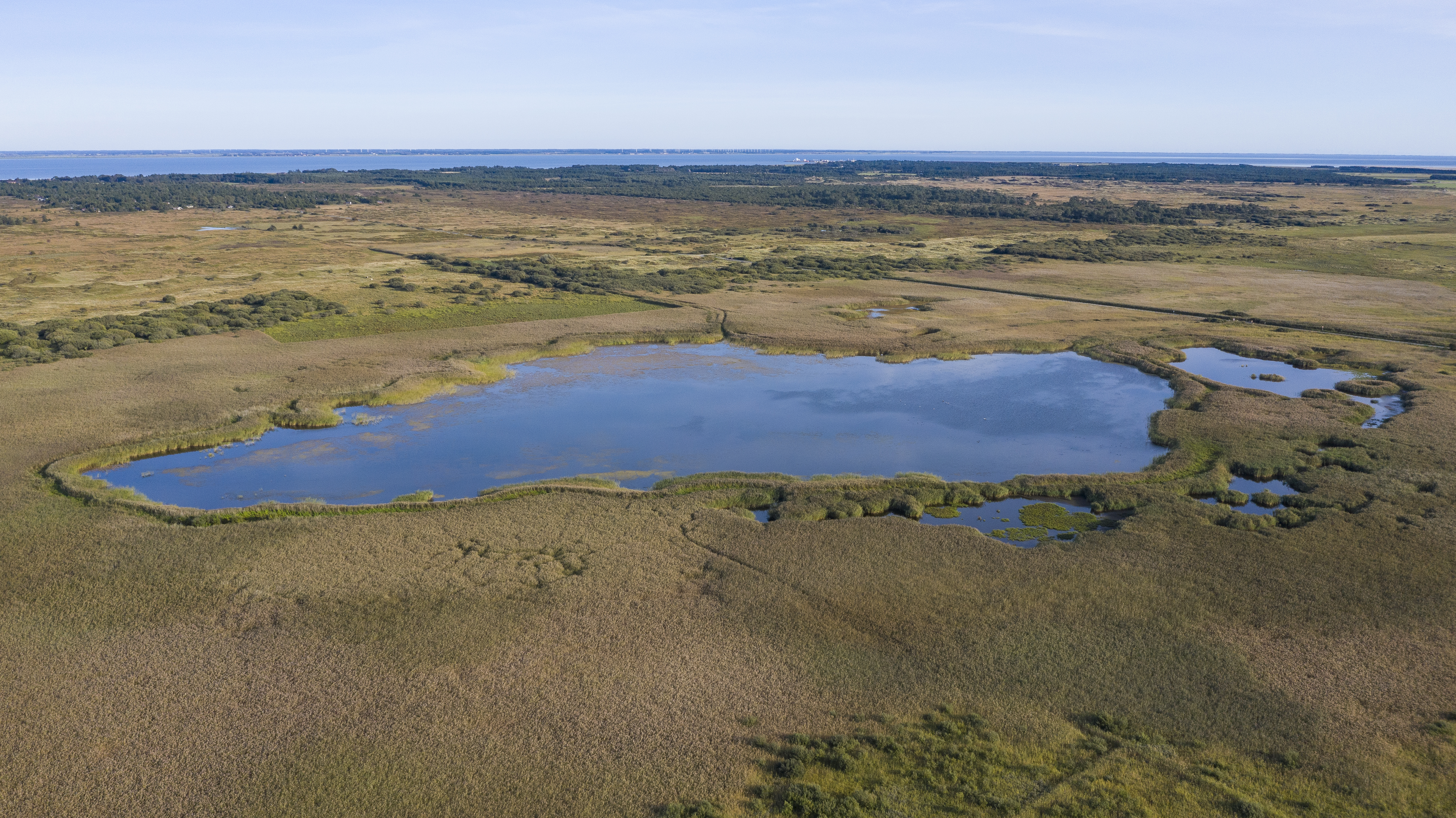
Heidelandschaft in der Mitte der Insel
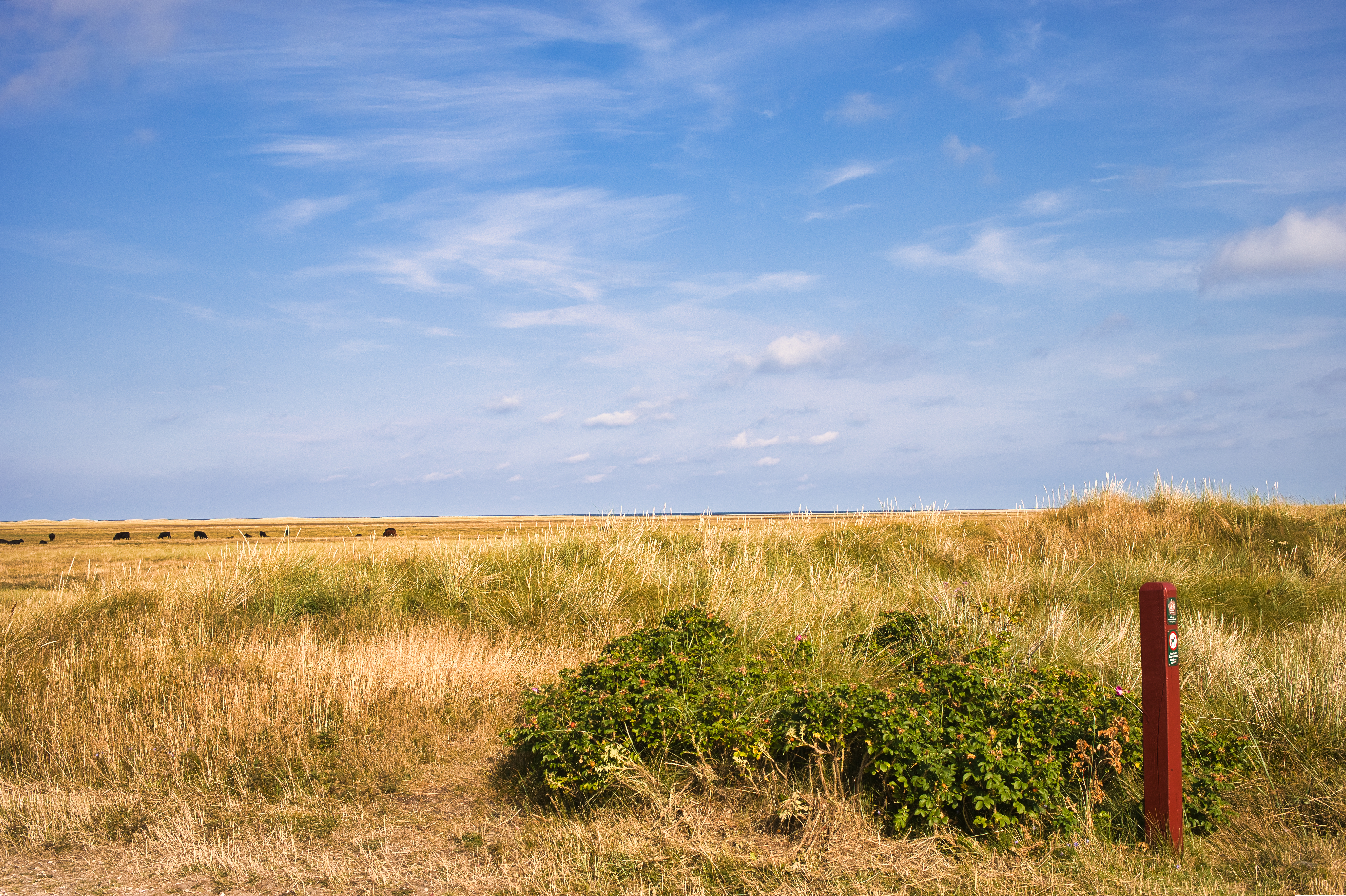
Weideland im Westteil von Rømø

### Fauna

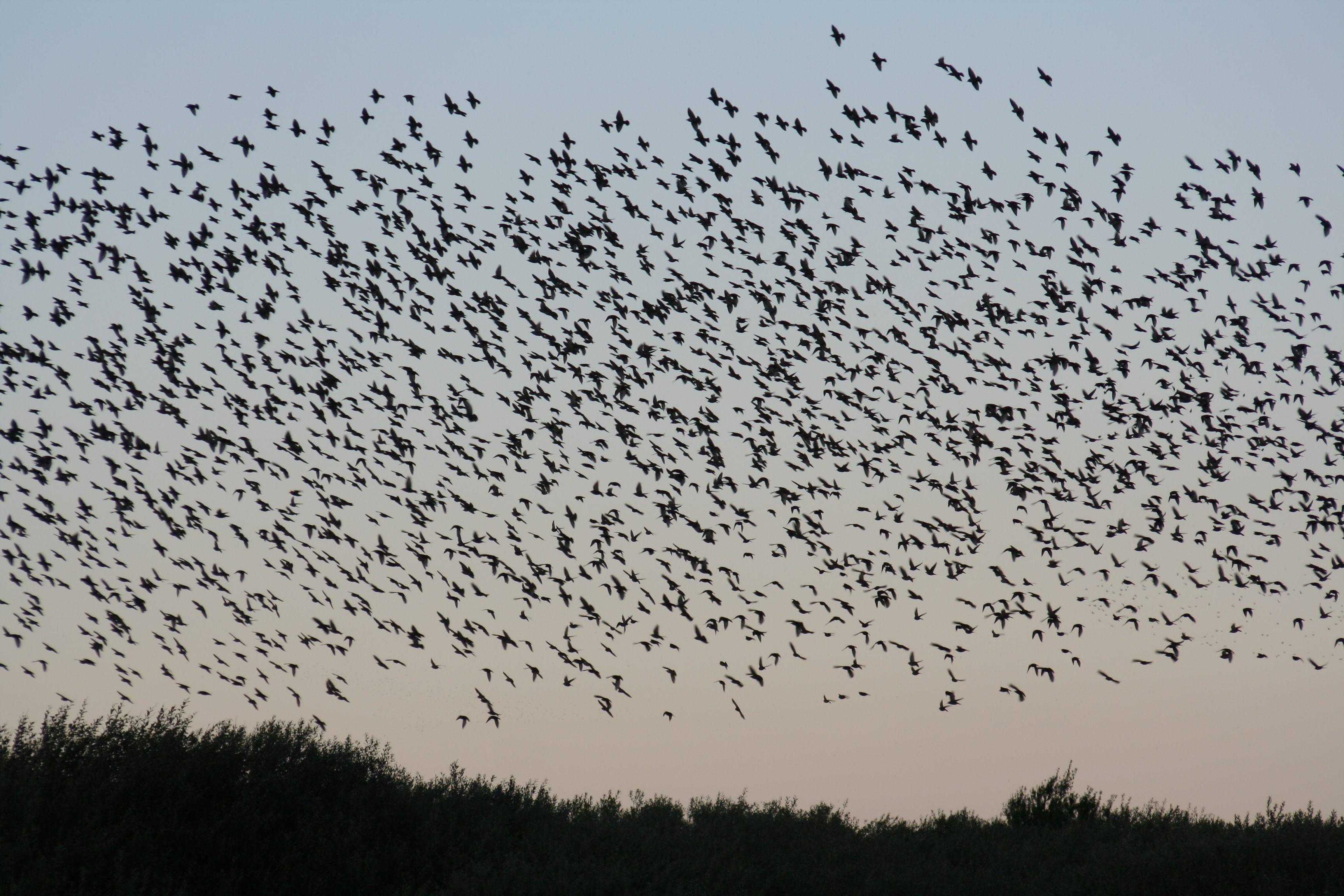
„Luftballett“ vor Rømø

Die Insel ist Lebensraum vieler Tiere. Auf den Sandbänken halten sich viele Seehunde auf. Die Jungen werden im Juli und August geboren. Neben Kaninchen, Hasen und Rehwild ist die Insel Heimat vieler Vogelarten. Bis zu 95 Vogelarten wurden im Jahr 2002 gezählt. Dazu gehören Möwen, Eiderenten, Brandenten, Säbelschnäbler, Austernfischer, Brachvögel und Strandläufer. Auch Amphibien wie Gelbbauchunken und Salamander finden sich auf der Insel.
1998 wurden am Strand 87 Muschel- und Schneckenarten gezählt. Hinzu kommen Krebse, Bohrwürmer, Seeigel und andere Unterwasserlebewesen. Nach schweren Stürmen sind große Teile des Havsands von einer Muschelschalenschicht bedeckt.
Im Frühjahr und im Herbst ist mit der „Schwarzen Sonne“ ein Naturphänomen zu beobachten, bei dem sehr große Schwärme von Staren auf ihrem Vogelzug in den Marschen nach einem Rastplatz suchen. Etwa eine Stunde vor Sonnenuntergang versammeln sich diese Schwärme meist an einem Ort und verdunkeln mit ihrem „Luftballett“ den Abendhimmel.

## Kultur

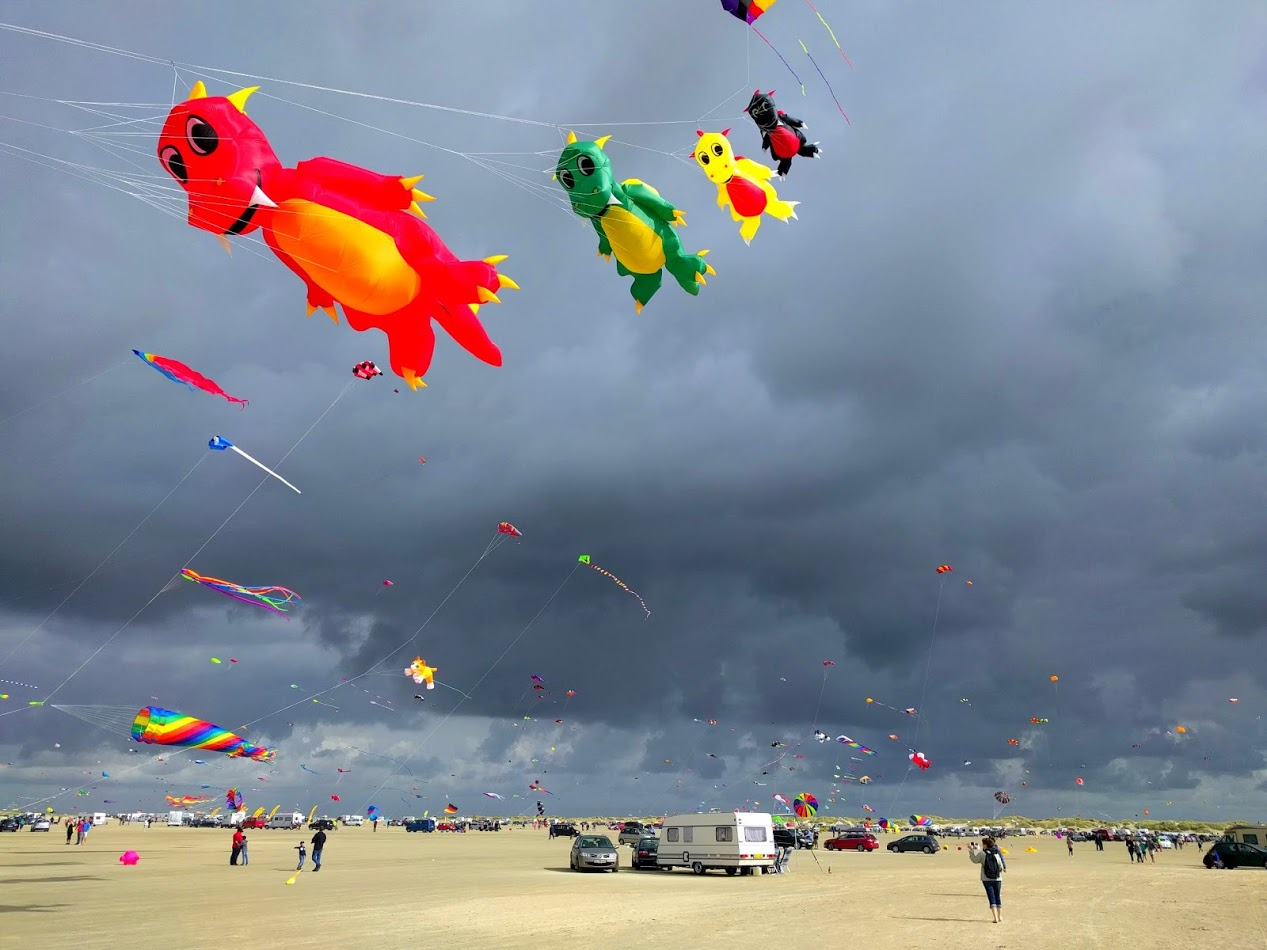
Drachenfestival 2016

### Rømø Jazz
Das Jazz-Festival Rømø Jazz findet jährlich am ersten Wochenende im Juni statt.

### Drachenfestival Rømø
Jedes Jahr findet am ersten Wochenende im September ein internationales Drachenfest statt, bei dem mehr als 1.000 Drachen steigen.

### Motorradtreffen
Zu Pfingsten findet regelmäßig ein großes Motorradtreffen statt.

### Motor Festival
Auf der benachbarten Insel Fanö fanden in der Zeit von 1919 bis 1924 Autorennen in Form von Sprints über einen Kilometer und eine Meile statt. Diese Tradition wurde 2016 auf Rømø wiederbelebt.

### Regionale Küche
Die regionale Küche ist geprägt von Fisch und Meeresfrüchten. Eine Spezialität der Insel ist ferner Lammfleisch vom Salzwiesenlamm. Typisch für die Insel ist außerdem die regionale südjütische Küche.

## Sport

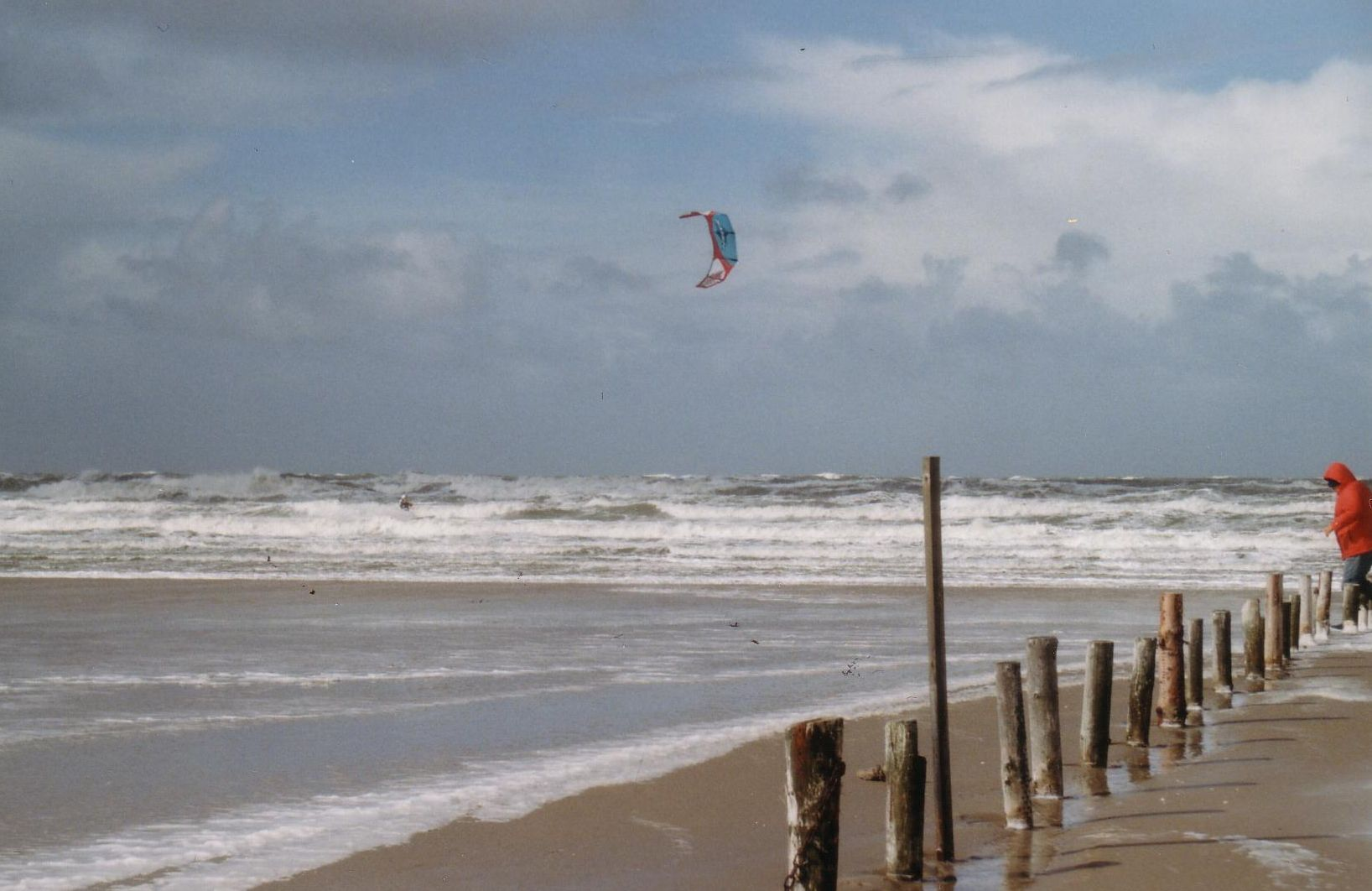
Kitesurfer im Sturm

Rømø bietet am südlichen Strandabschnitt eines der bekanntesten Reviere zum Strandsegeln und Buggykiting in Europa. Die Benutzung ist gebührenfrei.
Es gibt Reitmöglichkeiten, Fahrradwege und im Süden der Insel einen Golfplatz, der als Links-Platz gestaltet wurde.